# República pirata
La República pirata o República de los piratas fue el nombre de la sede central de varios piratas caribeños en Nasáu, en la isla de Nueva Providencia, en las Bahamas, durante aproximadamente once años entre 1706 y 1718. A pesar de que no fue un estado o república en un sentido formal, era autogobernado mediante un Código de Conducta propio e informal. Las actividades de los piratas causaron el caos en el comercio y navegación de las Indias Occidentales hasta que el gobernador Woodes Rogers tomó Nasáu en 1718 y restauró el control británico.

## Historia
La era de la piratería en las Bahamas empezó en 1696, cuando el corsario Henry Every trajo su navío, el Fancy, al puerto de Nasáu cargado con el botín capturado a varios buques mercantes. Every sobornó al gobernador Nicholas Trott con oro y plata y con el propio Fancy, todavía cargado con 50 toneladas de marfil y 100 barriles de pólvora. Así convirtió a Nasáu en un puerto favorable a los piratas desde el que podían operar sin incidentes pese a que los gobernadores intentaban formalmente reprimir las prácticas piratas. A pesar de que los gobernadores ingleses tenían la autoridad formal, los piratas fueron adquiriendo cada vez más poder en la economía y fuerzas militares de la pequeña colonia.
La era del control pirata empezó más propiamente cuando una flota franco-española atacó Nasáu en 1703 y 1706. La isla fue en la práctica abandonada por muchos de su pobladores, dejando al gobierno inglés sin presencia real. Nasáu fue entonces tomada por corsarios ingleses, que convertirían la ciudad en una anarquía. Los piratas atacaron barcos franceses y españoles, mientras las fuerzas francesas y españolas quemaron Nasáu varias veces en respuesta. Los piratas se establecieron en Nasáu y esencialmente establecieron un estado propio con sus gobernadores. Para 1713, la guerra de sucesión española estaba en marcha, pero muchos corsarios británicos tardaron en recibir la noticia por lo que la ausencia de empleo en el corso dejó gran número de marineros dispuestos a unirse a los piratas. La república fue dominada por dos famosos piratas y encarnizados rivales – Benjamin Hornigold y Henry Jennings. Hornigold fue el mentor de piratas como el Barbanegra, Sam Bellamy y Stede Bonnet. Jennings lo fue de Charles Vane, 'Calico' Jack Rackham, Anne Bonny y Mary Read. A pesar de sus rivalidades, los piratas formaron juntos la Flying Gang, infame por sus ataques. El Gobernador de Bermudas declaró que había más de 1000 piratas en Nasáu en aquel tiempo frente a apenas un centenar de habitantes en la ciudad. Barbanegra fue votado por los piratas de Nasáu como su Magistrado, cabeza de su república y responsable del orden público.
El pirata Thomas Barrow declaró que 

[Barbanegra] era Gobernador  de Providencia y la hará una segunda Madagascar, y espera que se le unan en el asentamiento de Providencia 500 o 600 hombres más de sloops de Jamaica para hacer la guerra a franceses y españoles pero no a los ingleses, con los que no pretende inmiscuirse a no ser que sean atacados por ellos antes.

Mientras originalmente los piratas habían evitado atacar barcos británicos, esta restricción desapareció con el tiempo, y en su cénit, los piratas mandaban una flota que podía enfrentarse con las fragatas de la armada británica. El caos causado por los piratas llevó a peticiones de su destrucción y finalmente Jorge I nombró a Woodes Rogers gobernador de las Bahamas para acabar con la piratería. En 1718 Rogers llegó a Nasáu con una flota de siete barcos, llevando un perdón para todo quienes se entregasen y renunciaran a nuevos actos de piratería. Entre quienes aceptaron esta oferta estuvieron Benjamin  Hornigold, y, en un astuto movimiento, Rogers encargó Hornigold para cazar y capturar a los piratas que se negaron a aceptar el perdón real. Como antiguo corsario él mismo, Hornigold conocía a sus ahora enemigos. A pesar de que piratas como Charles Vane y Barbanegra eludieron la captura, Hornigold tomó diez piratas prisioneros y en la mañana del 12 de diciembre de 1718, nueve de ellos fueron ejecutados. Este acto restableció el control británico y acabó con la república pirata en las Bahamas. Los piratas huidos continuaron sus actividades en otros lugares del Caribe en lo que se llamó después la época dorada de la piratería.

## Código de conducta
Los piratas gestionaron sus asuntos según el autoproclamado código pirata, lo que ha motivado que se les tilde de «república». Según el código, los piratas gobernaron sus barcos democráticamente, compartiendo el botín y seleccionando y deponiendo sus capitanes por voto popular. Muchos de los piratas eran corsarios ociosos por el fin de la guerra de la reina Ana y ex-marineros descontentos con las condiciones laborales de barcos militares y mercantes. Los africanos e irlandeses podían ser miembros de pleno derecho de la tripulación, con – muchos mulatos llegando a ser capitanes piratas. Algunos de los piratas eran también jacobistas, que habían pasado a la piratería por su apoyo a la depuesta dinastía Estuardo.[cita requerida]

## Piratas de Nasáu

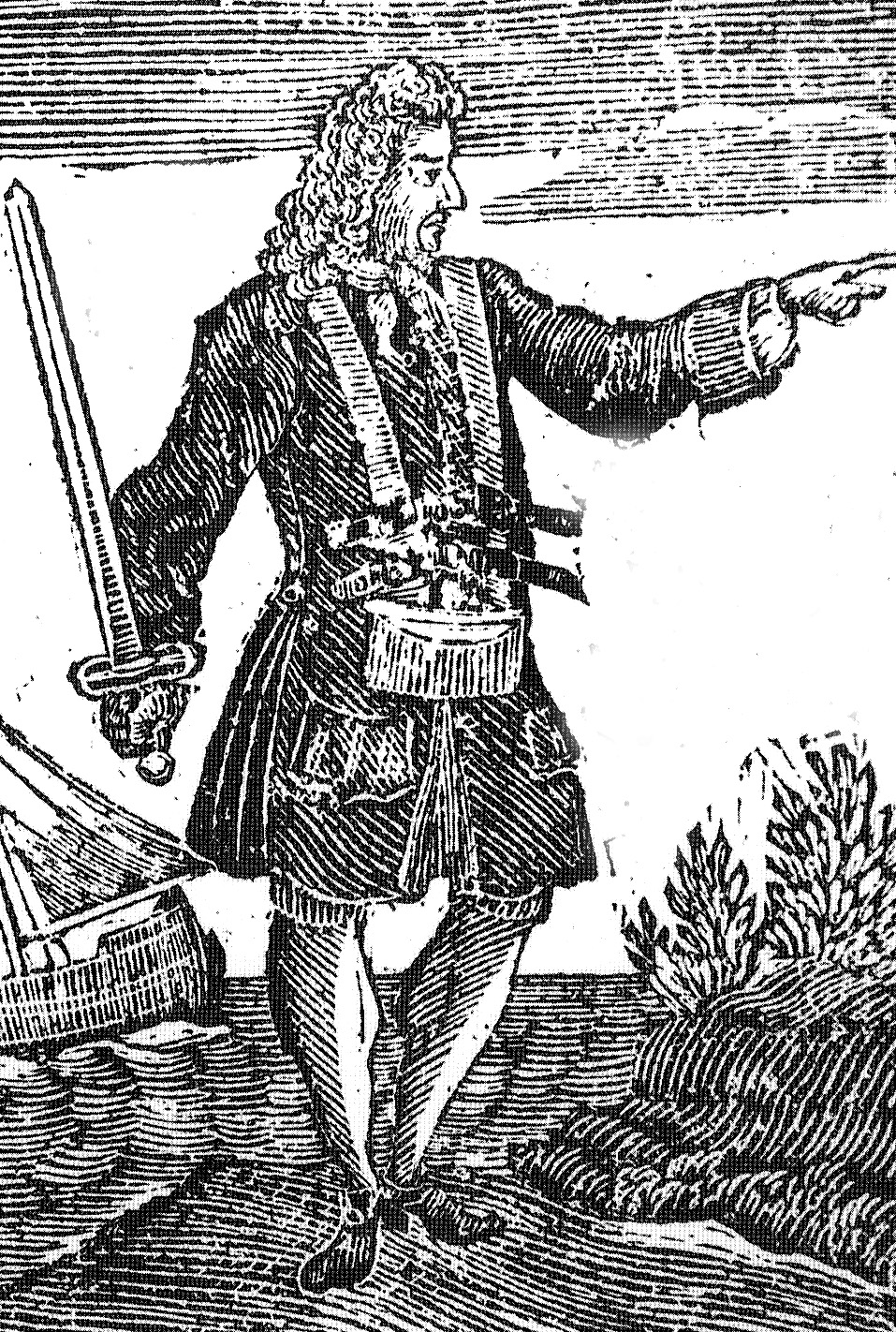
Charles Vane
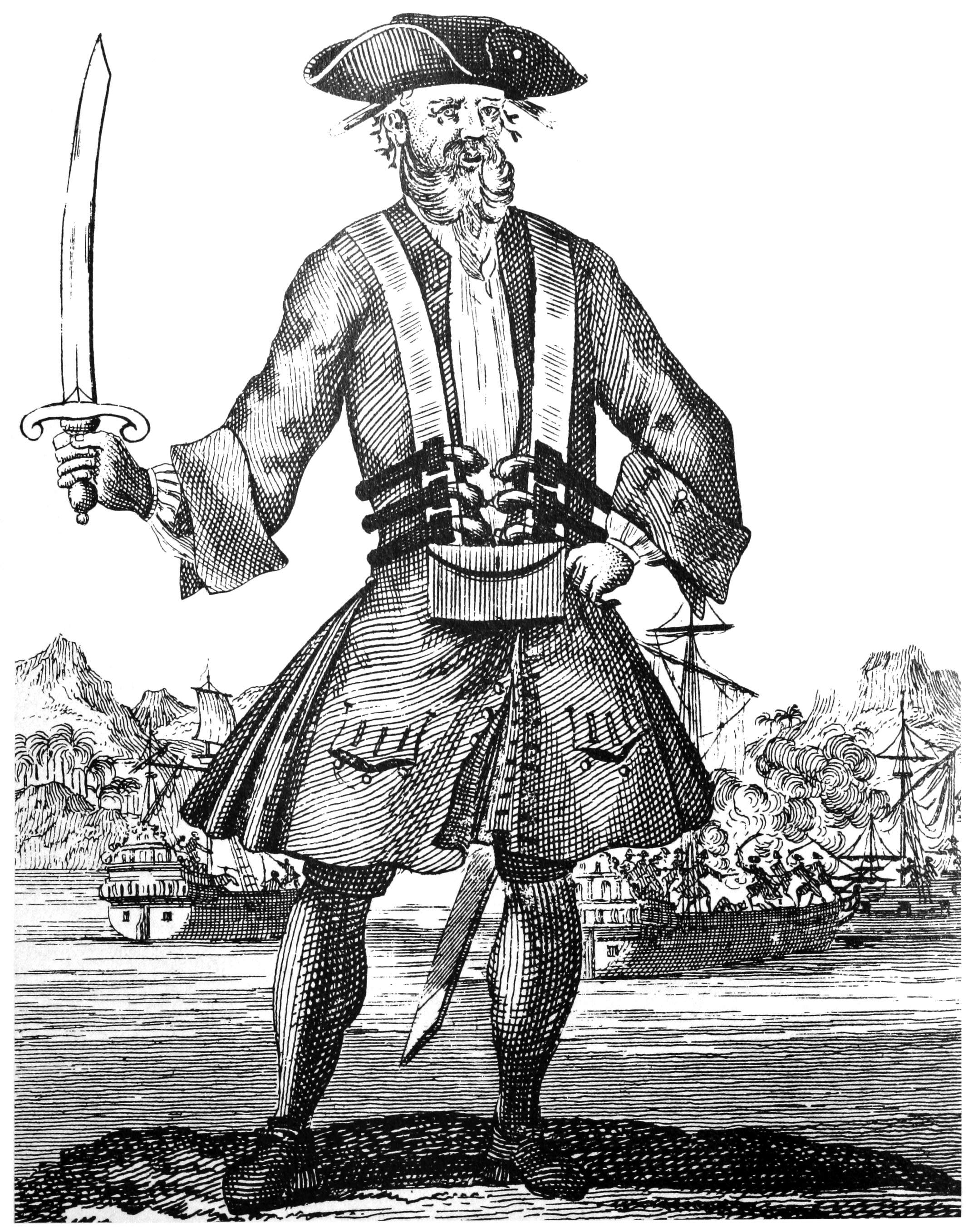
Edward Teach
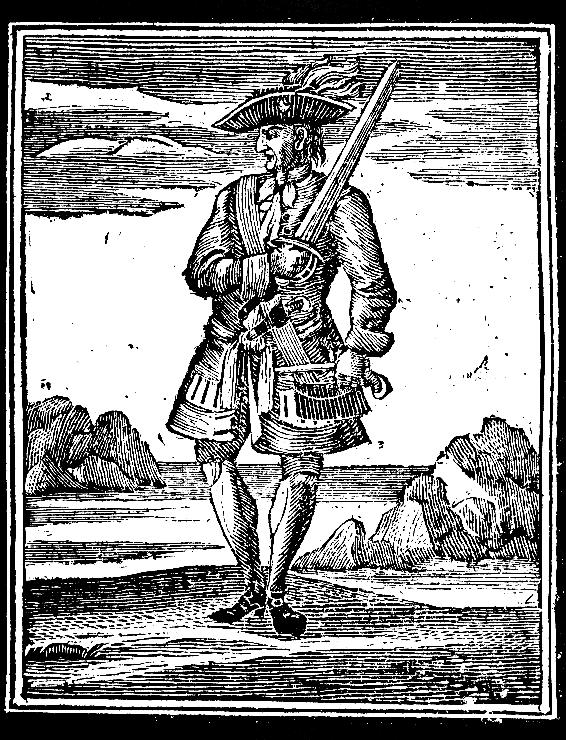
Jack Rackham

## En cultura popular
En el videojuego Assassin's Creed IV: Black Flag, Edward Kenway toma el control de Nasáu y establece una república pirata.
En el manga One Piece, una nación pirata o república pirata, es el objetivo principal que desea crear el pirata Marshall D. Teach, alias "Barbanegra", en la isla de Hachinosu que guarda similitudes con los registros históricos de la vida real, sirviéndose de referente su contraparte de la vida real como una república pirata el que fue constituida en Nasáu, en el manga, Hachinosu busca ser reconocida por el Gobierno Mundial.